# Digital Audio Broadcasting
Digital Audio Broadcasting (forkortet DAB) er en radiostandard baseret på digital teknologi, også kendt som Eureka-projekt 147. DAB er et digitalt radiosystem.

## Udvikling af DAB og DAB+ udbredelse
Lige siden ca. år 2000 er det blevet projekteret, at DAB ville erstatte det analoge FM-net i flere europæiske lande i løbet af fx 10 år., men i 2010 var fx DR lyttertallet 10% i Danmark via DAB, ca. 90% lyttede via FM-radio - og nogle få procent lyttede via internetradio.
Nogle lande i Europa har valgt helt at stoppe udbygningen af DAB eller give det en 'tænkepause'. Sverige har således nedsat en kommission Digital distribution av ljudradio om fremtidens radio, som har besluttet at DAB+ skal blive Sveriges nye radioformat. De tyske licensmyndigheder – KEF – har stoppet brug af offentlige licensmidler til DAB fra 2009.
I DAB's hjemland Storbritannien har 'Fru Hazlitt' – lederen af den største reklamefinancierede radiostation GCap Media  – i februar 2008 udtalt "Hazlitt: DAB 'not economically viable' grundet dobbeltsendinger på både FM og DAB. I 2007 formodedes det, at der i 2010 ville være omkring 50%, der benyttede DAB i Storbritannien. Et realitetstjek i Storbritannien i 2013 viste, at der kun var 35% der lyttede via DAB, hvilket har fået ministeren til at udskyde lukning af sending FM-båndet på ubestemt tid. Ydermere havde kun 5% af de britiske biler DAB i 2013.
Denne nye DAB+-version er siden valgt af bl.a. Australien, Malta, Schweiz og andre lande som digital radiostandard.
Styrelsen for Biblioteker og Medier, som ligger under Kulturministeriet, har i 2011 offentliggjort en foreløbig rapport om udviklingen af digital radio i Danmark. I denne rapport foreslås at Danmark på længere sigt skal skifte til enten DAB+ (understøttet i mange nye DAB-radioer, og bedre end DAB) eller DVB-T2A. DVB-T2A er i 2015 kendt som DVB-T2-Lite. DVB-T2-Lite er teknisk bedre end DAB+ (og DAB).
Den 1. oktober 2017 overgår DR fra at sende DAB til at sende DAB+.

## DAB-radio
Målet med at konvertere til digital transmission er at opnå højere lydkvalitet, flere stationer og bedre modstand over for flervejsmodtagelse, støj og påvirkninger mellem forskellige kanaler end i den analoge FM-radioteknologi.
Indførslen af DAB i flere lande, heriblandt Danmark, Storbritannien, Norge og Schweiz, har dog været udsat for kritik, da flere af stereo-DAB-kanalerne benytter en bitrate under 192 kbps eller derunder i MP2, hvilket giver en ringere lyd, og især ringere stereolyd end der kan opnås, når FM modtages under rimelige og normale modtagerforhold.. 
Modsat FM- og AM-radio, kan der med DAB udsendes flere kanaler på samme frekvens (et multiplex), og antallet er afhængig af bitraten, de sendes med.
Radioorganisationen WorldDMB meddelte i november 2006, at DAB-systemet er under opgradering. Den nye såkaldte DAB+-standard vil benytte den markant bedre AAC+ lydstandard og sikre bedre modtagelse og større kapacitet, men dermed også kræve nye digitale radiomodtagere. Alle nye DAB+-modtagere er kompatible med den nuværende DAB-standard.
Der er forskel på DAB i Europa og de digitale radiostandarder (iDAB), der anvendes i USA/Japan.

## Kritik af DAB
DAB-standarden blev i starten fremhævet som lyd af cd-kvalitet; men lyden har ikke denne kvalitet. Lyden på DAB er dårligere end på FM.
Det er blevet et voksende problem – især i Storbritannien – efterhånden, som flere radioprogrammer udsendes på samme frekvens/MUX. Dermed får hvert program stadig lavere bitrate og dårligere lydkvalitet.
I forbrugerbladet Tænk fra november 2006, er DR citeret for, at Vi har valgt hifi-fanatikere fra. For dem er der få af.  Med denne konstatering slår underdirektør Paul Samsøe fra DR Distribution fast, at det ikke er på DAB-båndet, lytterne finder den perfekte lyd.
Udover i Storbritannien, Danmark og Norge, har DAB kun opnået ringe udbredelse. Bl.a. har Sveriges daværende kulturminister Leif Pagrotsky (S) i 2005 stoppet udbygningen af DAB-sendernettet. Derfor følte WorldDMB.org sig endeligt tvunget til at igangsætte et projekt, der skulle rette nogle af de mest indlysende fejl ved DAB-standarden. 3. november 2006 annoncerede WorldDMB den nye standard DAB+. I 2015 blev det i Sverige besluttet ikke at opgradere fra DAB til DAB+. Derimod vil landet beholde FM-radio og supplere med webradio.
Den anden alvorlige kritik man kan rette mod DAB-systemet, er at det er dyrt at drive et DAB-sendenet. Helt grundlæggende, fordi man skal bruge for meget elektrisk effekt (kW) og dermed større og dyrere sendere til at sende for få programmer med DAB. DAB bruger en modulationsform af radiobølgerne, der er simpel at bygge modtagere til, men medfører at hver bitfejl, der opstår grundet radiostøj, bliver til to bitfejl i modtageren. Samtidig anvender DAB kun ét lag ret svag bitfejlretning. For at modvirke dette, sendes DAB med væsentlig højere effekt end egentligt nødvendigt. Med DAB+ kan man væsentligt forbedre økonomien pr. program.
DAB+ anvender fejlretning i to lag, idet man ovenpå den originale fejlretning har tilføjet yderligere en fejlretningskode af typen Reed-Solomon. Da der anvendes 8,3 % af de overførte bits til denne kode, bliver DAB's i forvejen lave nytte-bit-rate yderligere nedsat. Imidlertid opnås samtidig, da flere bit-fejl kan rettes, at svagere signaler kan modtages og dækningen bliver en del bedre.
Samtidig indførte man med DAB+ muligheden for at anvende en op til tre gange bedre lydkomprimeringsstandard – AAC og AAC+/HE-ACC. Det er således muligt med DAB+ trods tabet af 8,3 % bitrate at overføre næsten tre gange så mange programmer i samme eller endog bedre kvalitet.
Omkostningerne ved at sende en hel DAB-multiplex er den samme, uanset om man anvender DAB eller DAB+. Da der med DAB+ kan overføres omkring tre gange så mange programmer, så er det klart at transmissionsprisen for hvert DAB+-radioprogram kun vil blive omkring 1/3.
Da DAB+ sendes som DAB til og med første lag fejlretning, er alle de fundamentale svagheder i disse dele af DAB også at finde i DAB+. Hvis man sammenligner med andre nye transmissionsstandarder, så har disse 2,5-4 gange højere kapacitet end DAB/DAB+-standarden ved samme sendeforhold.
Internetradio/webradio og DAB er begge digitale. Internetradio har mange fordele, da den kan modtage stationer fra hele verden, hvorimod DAB kun kan modtages lokalt. Ofte er det imidlertid således, at man kun kan modtage internetradio, hvis man har en IP-adresse fra det land, hvor internetradioen sendes fra.